# Tiếng nổ siêu thanh

Người quan sát dưới mặt đất sẽ nghe thấy tiếng nổ khi sóng sốc nằm trên cạnh của hình nón đi qua vị trí của người quan sát.

Tiếng nổ siêu thanh là âm thanh nghe được khi sóng xung kích đi qua người quan sát, và các sóng xung kích này có nguồn gốc từ va đập vào không khí của các vật thể chuyển động nhanh hơn âm thanh. Năng lượng âm thanh có mật độ lớn trong sóng xung kích khiến cho âm thanh được tạo ra giống như âm thanh của một vụ nổ
Các máy bay chuyển động nhanh hơn âm thanh đều tạo ra tiếng nổ siêu thanh đối với người quan sát đứng đủ gần. Tiếng nổ lách tách trên đường bay của viên đạn được bắn vớitốc độ nhanh hơn âm thanh cũng có cùng nguyên nhân. Đầu nhỏ của một số loại roi chăn bò cũng có thể chuyển động nhanh hơn tốc độ âm thanh khi được quật nhanh, và cũng phát ra tiếng nổ lách tách bởi cùng nguyên nhân.

Sóng va đập lan từ [khí quyển Trái Đất

, những va đập của không khí vào vật thể tạo ra những rung động của các phân tử không khí. Những rung động này lan truyền trong không khí ở dạng âm thanh (sóng áp suất), với tốc độ của tốc độ âm thanh.
Nếu vật thể chuyển động nhanh dần, nhưng vẫn chậm hơn tốc độ âm thanh, khoảng cách giữa các mặt sóng ngay trước mũi vật thể trở nên nhỏ hơn (do vật thể đuổi theo mặt sóng, như hình bên trái trong hình minh họa bên). Các mặt sóng ứng với các vùng áp suất cao sẽ dần bị nén gần với nhau khi tốc độ vật thể tăng lên.
Đến khi tốc độ vật thể đúng bằng tốc độ âm thanh, các mặt sóng bị nén chặt tại một điểm ở ngay mũi vật thể (hình giữa trong hình minh họa bên). Điểm mũi vật thể, nơi các mặt sóng bị ép lại, có áp suất rất lớn. Các hạt không khí va đập vào mũi bị dồn nén lại, nhưng áp suất này không kịp giải tỏa ra hết môi trường xung quanh, do tốc độ lan truyền của sóng áp suất bằng đúng với tốc độ di chuyển của mũi. Kết quả là áp suất tiếp tục tăng lên đến giá trị rất lớn. Áp suất cực lớn này lan truyền ra xung quanh ở dạng sóng sốc . Tốc độ vật thể, khi bằng tốc độ âm thanh, gọi là Mach 1, khoảng 1225 km/h ở mực nước biển tại 20 độ C.

Mô phỏng lan truyền sóng va đập từ mũi vật thể bay ở tốc độ Mach 1,4.

Nếu tốc độ vật thể tiếp tục tăng cao hơn tốc độ âm thanh (hình bên phải trong hình minh họa bên), mũi của vật thể di chuyển nhanh hơn cả sóng áp suất (âm thanh). Khối không khí có áp suất rất cao ở mũi vật thể, ở trạng thái cân bằng, luôn lan ra xung quanh đủ nhanh để kịp thoát ra khỏi mũi, nhưng sau đó do giãn nở trong quá trình lan ra, áp suất giảm và tốc độ lan ra chậm lại, bằng với tốc độ lan truyền của sóng áp suất thông thường, tức tốc độ âm thanh. Chuyển động của mũi vật thể và các khối khí áp suất cao từ mũi có thể được minh họa bằng chuỗi sự kiện như sau.
- Tại thời điểm t bất kỳ, khối khí áp suất cao nằm ở vị trí A gần vị trí mũi vật thể B. Các vị trí này có thể được vẽ trên một khung hình đầu tiên của một đoạn hoạt hình tương tự như hình bên.
- Tại thời điểm thời điểm t + dt (với dt là khoảng thời gian nhỏ), khối khí áp suất cao trên lan ra xung quanh trong vùng hình cầu bán kính dR = c * dt - với c là tốc độ âm thanh - tâm hình cầu tại điểm A ban đầu. Cũng tại thời điểm t+dt, mũi vật thể di chuyển đến B' cách B một khoảng BB' = v * dt với v là tốc độ của mũi và v > c. Vị trí mới của mũi vật thể và hình cầu chứa khối khí cao áp có thể được vẽ ở khung hình thứ hai của một đoạn hoạt hình tương tự như hình bên.
- Tương tự, xét thời điểm t + 2dt, rồi t + 3dt,... kết quả thu được là đoạn hoạt hình tương tự như hình bên.

Vùng áp suất cao lan ra xung quanh trong giới hạn một hình nón có đỉnh là mũi vật thể và chuyển động cùng với vật thể, gọi là hình nón Mach. Một nửa góc nón α, tính bằng công thức:
sin(α) = c/v
với v là tốc độ vật thể, c là tốc độ âm thanh và v/c là số Mach. Tốc độ vật thể càng cao thì góc nón càng nhỏ.

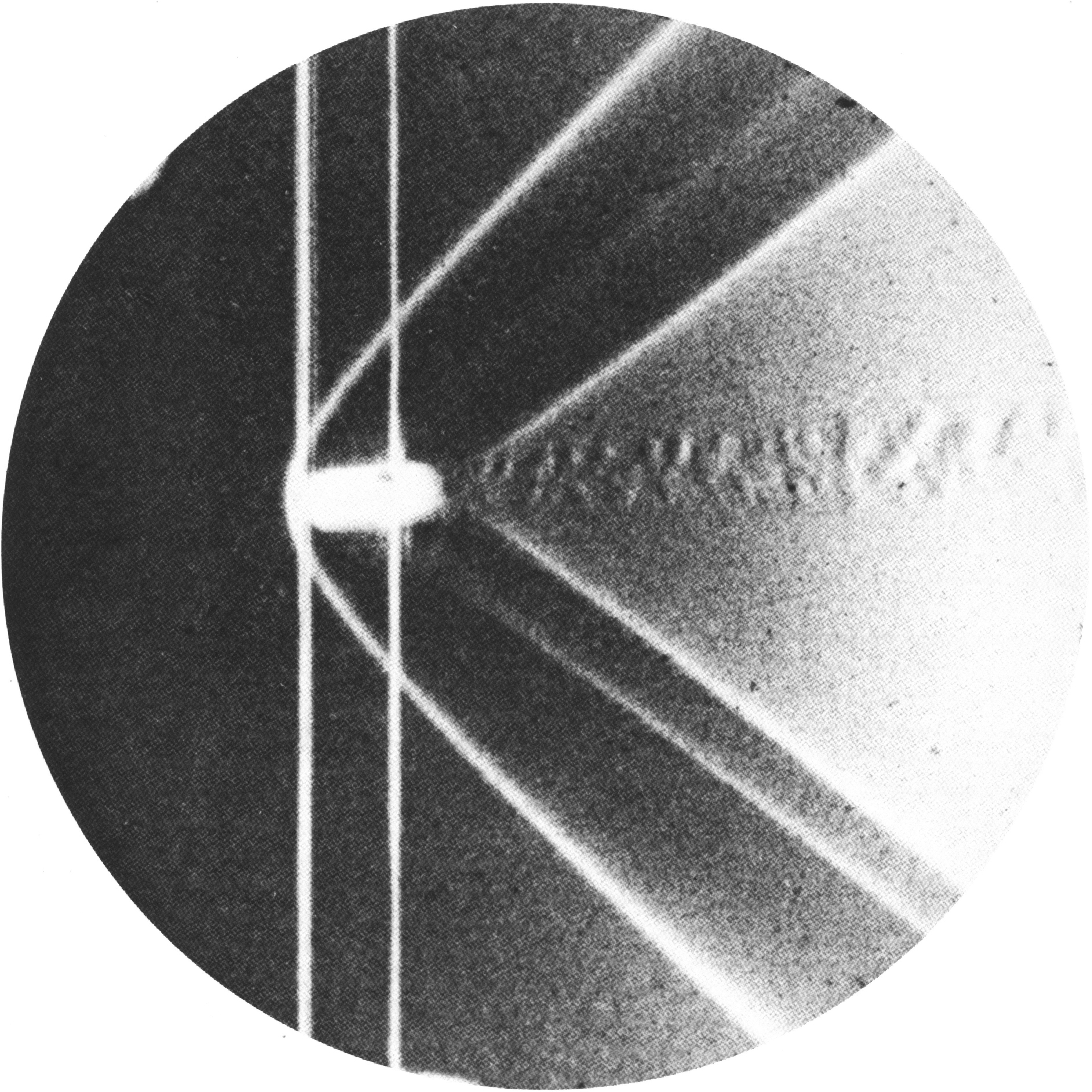
Ảnh chụp cho thấy 2 nón Mach từ mũi và từ đuôi của một viên đạn chuyển động nhanh hơn âm thanh

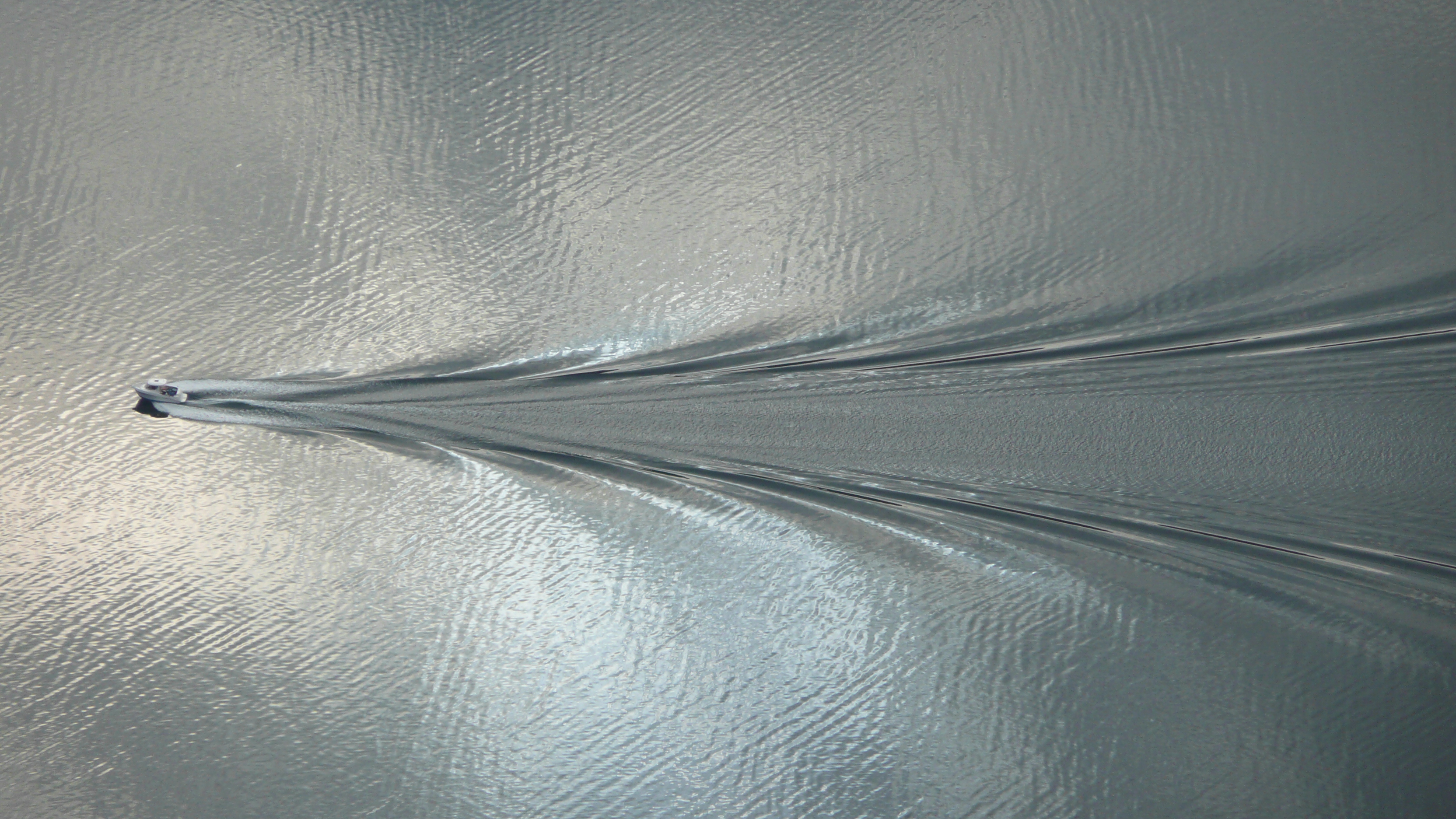
Nón Mach trong âm thanh cũng tượng tự như sóng nước tạo ra bởi thuyền chạy nhanh hơn tốc độ lan truyền của sóng trên mặt nước

Trong vùng sóng sốc, có sự tăng đột ngột về áp suất lên giá trị rất lớn tại mũi vật thể, và trên các cạnh của nón Mach. Áp suất giảm dần về phía đuôi vật thể và đạt giá trị nhỏ hơn áp suất thông thường của không khí tại đuôi (do bảo toàn số hạt không khí, có vùng tăng áp suất thì phải có vùng giảm áp suất), cũng như tại các cạnh nón Mach ứng với đuôi. Khi nón Mach ứng với đuôi đi qua, áp suất lại tăng đột ngột lên áp suất thông thường của khí quyển. Tiếng nổ được sinh ra khi có sự thay đổi đột ngột về áp suất, do đó có 2 lần nghe thấy tiếng nổ khi nón Mach đi qua:
- lần thứ nhất khi áp tăng đột đột ngột từ bình thường lên áp suất cao ứng với cạnh của hình nón Mach của mũi vật thể
- và lần thứ hai khi áp suất tăng đột ngột từ áp suất nhỏ hơn áp suất khí quyển tại cạnh của hình nón Mach của đuôi vật thể lên áp suất thường.

Do có sự tăng giảm rồi lại tăng về áp suất, khi các nón Mach đi qua, như trên, sự biến đổi của áp suất còn được gọi là sóng-N, vì hình dạng biến đổi giống chữ N. Nếu máy bay bay lượn vòng, có thể quan sát biến đổi áp suất theo sóng-U.

## Tính chất
Chênh lệch áp suất giữa cạnh của nón Mach và áp suất khí quyển thông thường, nằm trong khoảng 50 đến 500 Pa đối với các máy bay siêu thanh thường gặp. Chênh áp lớn nhất từng được quan sát là vào khoảng 7000 Pa, sinh ra bởi một máy bay F-4 bay nhanh hơn tốc độ âm thanh một chút, và không gây ảnh hưởng sức khỏe cho những nhà nghiên cứu đứng gần đó .
Cường độ âm thanh của tiếng nổ siêu thanh còn phụ thuộc vào hình dạng vật thể bay. Máy bay dài hơn tạo ra tiếng nổ yếu hơn, do vùng chênh áp suất bị kéo dài ra.. Vật thể bay ở độ cao lớn hơn sẽ gây ra tiếng nổ nhỏ hơn ở mặt đất, do sóng sốc giảm cường độ khi lan ra xa khỏi vật thể. Cường độ tiếng nổ (tỷ lệ với chênh áp trong vùng sóng sốc) giảm chậm khi tốc độ vật thể siêu thanh tăng lên.
| Máy bay      | tốc độ    | độ cao                 | chênh áp (Pa) |
| ------------ | --------- | ---------------------- | ------------- |
| SR-71        | Mach 3    | 80.000 foot (24.000 m) | 43            |
| Concorde     | Mach 2    | 52.000 foot (16.000 m) | 93            |
| F-104        | Mach 1.93 | 48.000 foot (15.000 m) | 38            |
| Tàu con thoi | Mach 1.5  | 60.000 foot (18.000 m) | 60            |

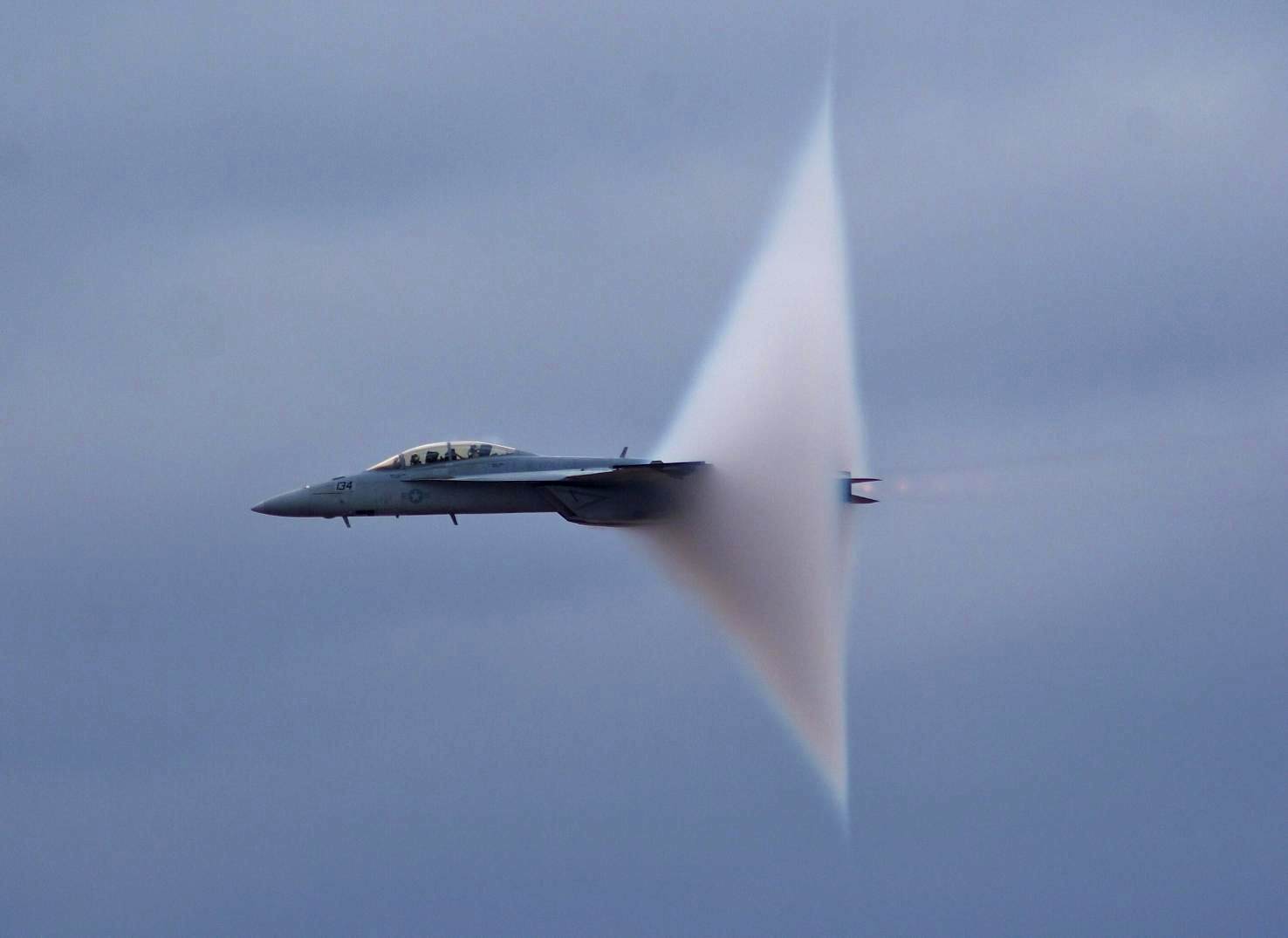
Nón mây trắng đi kèm với nón Mach

Ngoài việc sinh ra tiếng nổ, thay đổi áp suất trong vùng nón Mach còn có thể tạo ra nón mây trắng bay kèm theo, trong điều kiện thích hợp về độ ẩm, nhiệt độ và độ cao bay. Hơi nước trong không khí gặp vùng áp suất cao đột ngột, cao hơi áp suất bão hòa hơi nước, thì bị ngưng tụ lại thành những giọt rất bé, tạo nên hình mây trắng. Ngay khi nón áp suất cao đi qua thì áp suất lại giảm, các giọt hơi nước lại bốc hơi ngay (hòa tan vào không khí). Do đó chỉ tại vùng áp suất cao mới xuất hiện mây, và do vùng áp suất cao hình nón chuyển động cùng với máy bay, sẽ có thể quan sát được đám mây hình nón cũng chuyển động với máy bay. Nón mây này nằm lùi lại một chút so với mũi máy bay, do có độ trễ trong quá trình ngưng tụ và bốc hơi của hơi nước.

## Giảm thiểu

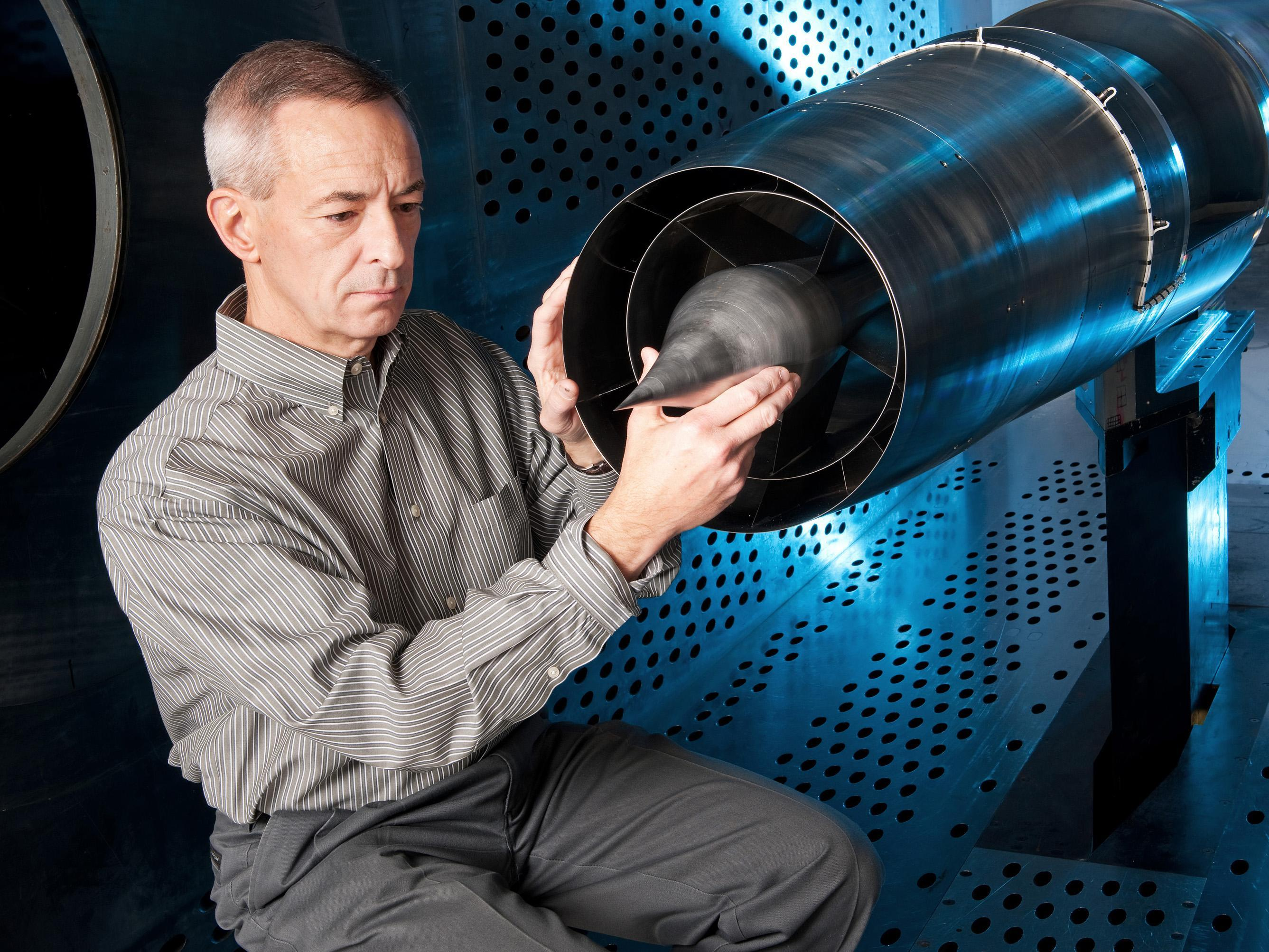
Tại Trung tâm Nghiên cứu Glenn của NASA, có những nghiên cứu thay đổi hình dáng mũi vật thể bay để giảm thiểu tiếng nổ siêu thanh. Trong hình là một mô hình cỡ lớn của Cổ hút Siêu thanh Tiếng nổ nhỏ được thử nghiệm trong hầm gió có dòng chảy được điều khiển bởi vi mảng.

Trong thập niên 1950, khi giao thông siêu thanh đang được quan tâm, người ta từng cho rằng tiếng nổ siêu thanh, tuy to, nhưng có thể sẽ không nghe thấy nếu bay cao. Tuy nhiên, chuyến bay của B-70 Bắc Mỹ Valkyrie cho thấy tiếng nổ gây khó chịu ngay cả khi bay ở độ cao 21,000 m. Đây là lần đầu tiên người ta quan sát thấy sóng-N.
Richard Seebass và Albert George ở Đại học Cornell đã nghiên cứu vấn đề giảm thiểu tiếng nổ siêu thanh và đã định nghĩa một hàm số (viết tắt là FM), phụ thuộc vào trọng lượng và chiều dài của máy bay, đặc trưng cho mức độ gây ồn do tiếng nổ siêu thanh của từng máy bay. Nếu hàm số này có giá trị bằng 1 thì ứng với mức độ ồn chấp nhận được, còn nếu cao hơn thì quá ồn và sẽ gây khó chịu. Các ông đã đo được FM của Concorde là 1.4 và của Boeing 2707 là 1.9 . Kết quả này, cùng với các vấn đề chính trị, đã dẫn đến các bộ luật ngăn cản sự phát triển của giao thông siêu thanh (ví dụ chỉ cho phép bay qua vùng biển).
Seebass và George cũng đã thử tính toán và thay đổi thiết kế máy bay để trải dài sóng-N ra, do đó giảm tiếng nổ siêu thanh. Các thiết kế này được DARPA thử nghiệm trong dự án Nền tảng Siêu thanh Yên tĩnh trên máy bay F-5E có chỉnh sửa hình dạng, với mũi dài hơn so với F-5F. Thử nghiệm đã kéo dài 2 năm, với 21 chuyến bay, 1300 đoạn thu hình và thu âm, trong đó có một số được thu lại từ vị trí nằm trong sóng sốc bởi một máy bay bay đuổi theo đằng sau. Kết quả là tiếng nổ siêu thanh giảm được 1/3 nhờ các cải tiến hình dạng. Kết quả này đủ để giúp giảm FM của Concorde xuống mức 1.
Sau thử nghiệm trên, năm 2006 một nhóm của NASA-Gulfstream Aerospace đã thử Mũi Yên tĩnh trên một máy bay F-15B 836.  Mũi Yên tĩnh là một que có thể thay đổi độ dài (theo cơ chế tương tự như một số ăng ten ti vi trong nhà) có thể gắn ở mũi của máy bay để làm giảm cường độ sóng sốc khi bay ở tốc độ siêu thanh. 50 chuyến bay thử đã được tiến hành, và nhóm nghiên cứu đã giành được giải thưởng của báo Aviation Week vào tháng 3 năm 2008 cho các thử nghiệm này .

## Thiệt hại từ tiếng nổ siêu thanh
Ngày 15/12/2021, người phát ngôn của Không đoàn 142 của Không quân Hoa Kỳ đã phải lên tiếng xin lỗi vì máy bay của đơn vị này ở bang Oregon đã “vô tình” gây ra một vụ nổ siêu thanh, khiến người dân nơi này hoảng sợ vì tưởng là động đất. Theo quy định: các phi công của Không quân Vệ binh Quốc gia được phép gây ra những vụ nổ siêu thanh khi bay cách bờ biển ít nhất 24 km, nhưng mũi máy bay nên hướng ra xa đất liền.
Trong suốt lịch sử phát triển các loại vũ khí siêu thanh, Không quân và hải quân Mỹ đã phải bồi thường hàng trăm thiệt hại và thương tật do tiếng nổ siêu thanh gây ra. Năm 1982, không quân Mỹ đã bồi thường 26.000 USD sau khi một gia đình ở bang Tennessee cáo buộc rằng tiếng nổ siêu thanh đã giết chết 61 con lợn, làm văng vật liệu trám răng của một phụ nữ và sụp móng một ngôi nhà. Người phụ nữ trong vụ việc cũng nói mình đã bị mờ mắt, đau tai và chóng mặt trong nhiều tuần.